# Gaëtan Dugas
Gaëtan Dugas (Québec, 20 febbraio 1953 – Québec, 30 marzo 1984) era uno steward franco-canadese dell'Air Canada, per diversi anni considerato a torto il "paziente zero" dell'HIV in Nord America.

## Biografia
Gaëtan Dugas è ricordato come un uomo di bell'aspetto, assiduo frequentatore della comunità gay. A partire dal 1978 si recò ogni anno a San Francisco per il Gay pride propio come pasciuti . Nel 1981 gli fu diagnosticato l'AIDS. Uno studio del 1984, scritto da David Auerbach e altri, discusso e pubblicato sul The American Journal of Medicine e che ricostruiva i rapporti sessuali di cinquanta tra i primi infettati da AIDS, poneva al centro dell'infezione proprio Dugas (pur senza identificarlo per nome), notando che 40 dei 248 infettati nel 1983 avevano in comune il fatto di avere avuto un rapporto sessuale direttamente con Dugas o con altri che a loro volta lo avevano avuto con lui. Dugas, che si era trasferito a San Francisco dopo la diagnosi, quando si aggravò tornò in Canada, a Québec City, per usufruire dell'assistenza sanitaria. Qui morì a 31 anni il 30 marzo 1984 per insufficienza renale, causata dalle infezioni correlate all'AIDS.
Studi più recenti, come la scoperta degli antigeni dell'HIV in alcuni campioni di tessuto conservati in laboratorio prelevati da pazienti deceduti anteriormente all'attività di Dugas, nonché l'emersione del caso di Robert R., antecedente di ben 15 anni, hanno tuttavia portato a sfatare tale identificazione e a stabilire che lo studio di David Auerbach fosse errato, perché partiva da ipotesi sbagliate riguardo al periodo d'incubazione della malattia. In effetti, nella comunità gay di dimensioni circoscritte di quegli anni, è pensabile che i primi cinquanta contagiati avessero in comune diversi partner. L'ultimo decisivo studio l'ha scagionato definitivamente, dimostrando che il virus era circolato in Nord America almeno a partire dal 1970 e che la malattia era arrivata sul continente dall'Africa attraverso Haiti.

## La leggenda del paziente/untore
Nonostante l'assenza di prove, la leggenda del "paziente zero" si diffuse, e si legge ancora comunemente che Dugas fu colui che "portò il virus in Nord America" o addirittura a San Francisco (e la cosa non ha alcun fondamento scientifico). Il "paziente zero" è stato usato ampiamente da cinema, teatro e stampa come spauracchio e capro espiatorio. La sua figura assunse il ruolo mediatico dell'"untore" che aveva portato deliberatamente l'AIDS negli USA, che altrimenti sarebbero rimasti "sani" (mentre a tutti gli effetti da lì l'epidemia si diffuse negli altri paesi occidentali).
La stampa raccontò particolari atroci su Dugas e sulla sua deliberata intenzione di contagiare i gay statunitensi: fu scritto che dopo avere avuto un rapporto sessuale al buio accendesse la luce, mostrasse le lesioni del Sarcoma di Kaposi e dicesse: "Questo è il cancro gay" (com'era definito nei primi anni l'AIDS), aggiugendo "e forse lo prenderai anche tu". Oppure: "Ho il cancro gay. Ne morirò, e forse ora ne morirai anche tu". Fu scritto pure che ad un medico che gli aveva consigliato di praticare solo sesso sicuro avesse risposto "Qualcuno ha contagiato me, ora contagio io gli altri". Contro tale caccia alla streghe fu girato anche un film satirico, Zero Patience, presentato in Italia nel 1994 al Festival di cinema gay di Torino "Da Sodoma a Hollywood".